# 헌터 킹
헌터 킹(Hunter King, 1993년 10월 20일 ~ )은 미국의 배우이다.